# Ramzi Al-Muwallad
Ramzi Al-Muwallad (ur. ?) – saudyjski piłkarz występujący podczas kariery na pozycji obrońcy.

## Kariera reprezentacyjna
Ramzi Al-Muwallad występował w reprezentacji Arabii Saudyjskiej w latach dziewięćdziesiątych.
W 1995 uczestniczył w Pucharze Konfederacji. Na tym turnieju był rezerwowym i nie wystąpił w żadnym meczu. 